# Televisor portátil

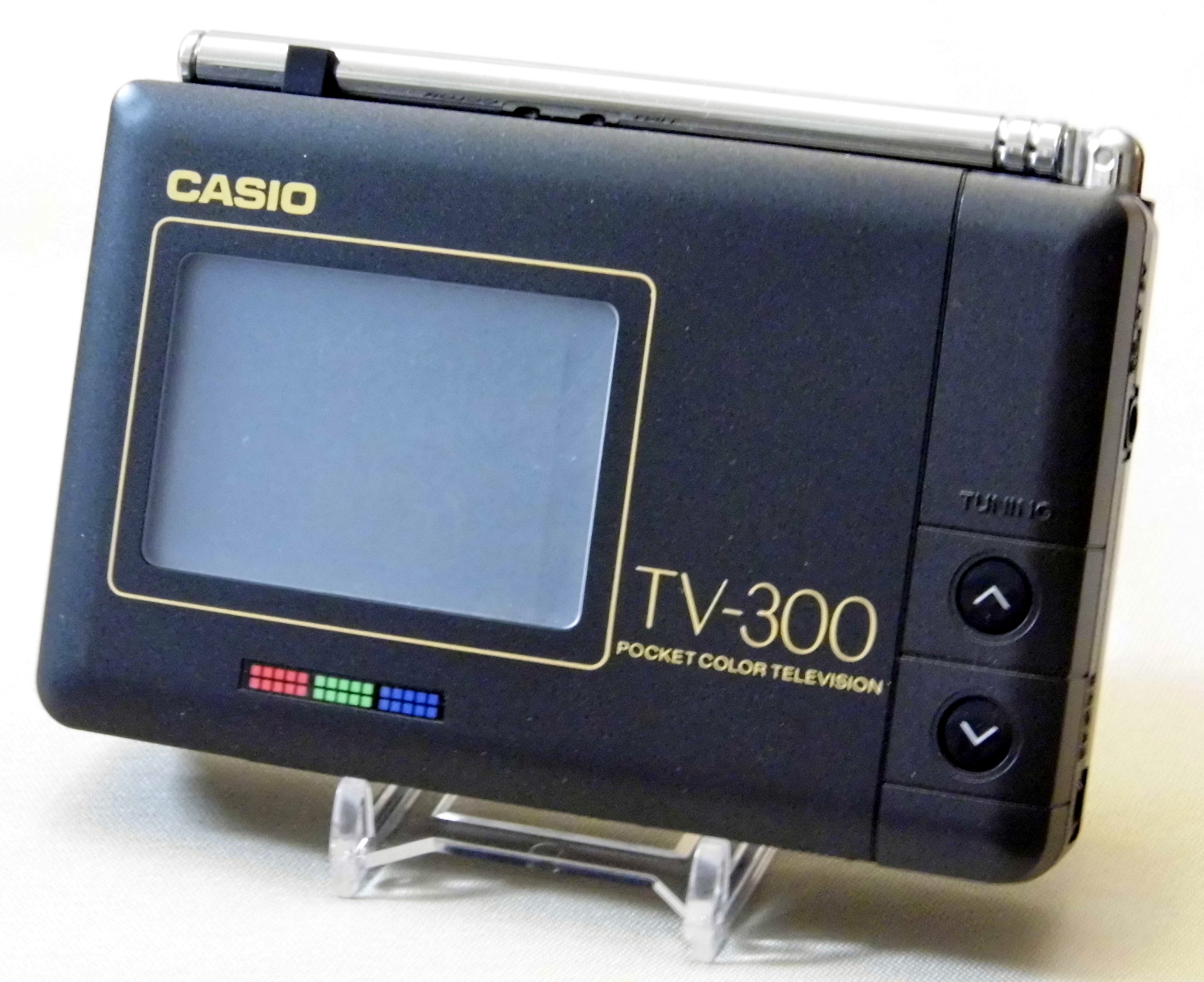
Televisão portátil.

Televisor portátil é um dispositivo móvel para assistir à televisão, podendo ter telas de TFT, LED ou OLED e receber sinais de VHF e UHF.

## História
O primeiro televisor portátil foi a Panasonic TR-001, lançada em 1970, cuja tela era um pequeno tubo de raios catódicos. Em 1982, a Sony lançou o primeiro modelo da sua linha Watchman, o FD210.